# Kukułeczka złocista

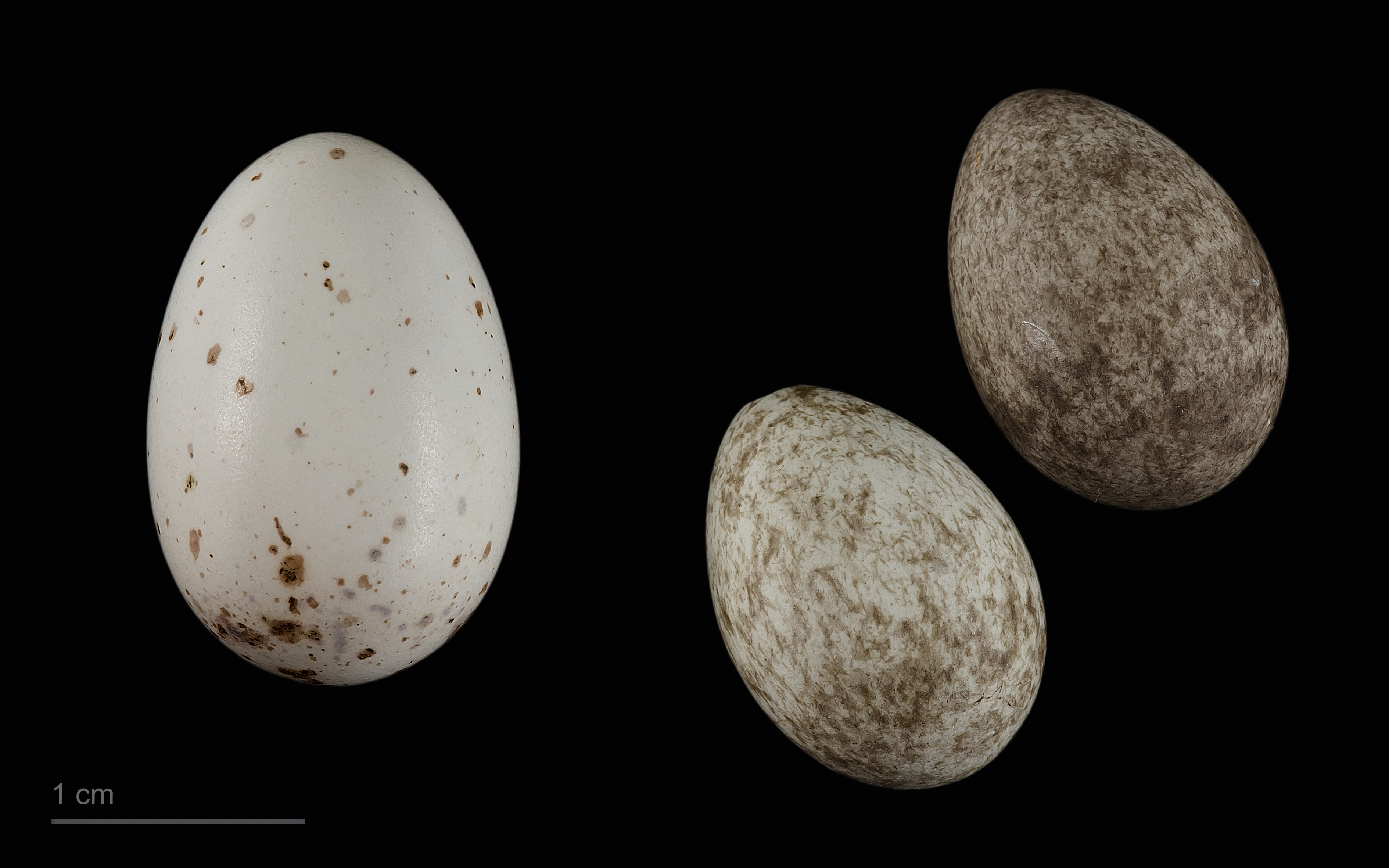
Jajo kukułeczki złocistej (po lewej) i jaja nektarnika zatokowego (Anabathmis newtonii)

Kukułeczka złocista (Chrysococcyx cupreus) – gatunek małego ptaka z rodziny kukułkowatych (Cuculidae). Zasiedla Afrykę na południe od Sahary aż po RPA na południu.
SystematykaObecnie uznaje się kukułeczkę złocistą za gatunek monotypowy, choć proponowano wyróżnienie kilku podgatunków na podstawie różnic w długości ogona i skrzydeł.
MorfologiaMierzy 20 cm i osiąga masę ciała 35–45 gramów. Występuje wyraźny dymorfizm płciowy. Samiec ma żółty brzuch, zieloną głowę, gardło i wierzch ciała, a ogon w czarno-białe paski. Samica jest cała w paski, ma zielono-brązowy wierzch i biało-zielony spód ciała.
Ekologia i zachowanieJako środowisko wybiera wiecznie zielone lasy, świetliste zadrzewienia i obszary rolnicze. Część populacji jest wędrowna.
Jest samotnikiem, zbiera gąsienice w koronach drzew. Jest pasożytem lęgowym. Pisklę wykluwa się po 13–14 dniach inkubacji, a jaja i pisklęta gospodarzy wypycha z gniazda. Po 18–20 dniach opuszcza gniazdo, ale przez około dwa tygodnie przebywa jeszcze pod opieką gospodarzy, na których wybiera ptaki owadożerne.
StatusMiędzynarodowa Unia Ochrony Przyrody (IUCN) uznaje kukułeczkę złocistą za gatunek najmniejszej troski (LC – Least Concern) nieprzerwanie od 1988 roku. Liczebność populacji nie została oszacowana, ale ptak ten opisywany jest jako dość pospolity. Trend liczebności populacji oceniany jest jako spadkowy ze względu na utratę siedlisk leśnych.